# 这位老先生
这位老先生（This Old Man）是一首英语兒歌。这首歌的来历不明。安妮·吉爾克里斯特在《英國民俗舞蹈和歌曲協會的日記》（Journal of the English Folk Dance and Song Society，1937）中提到，她在1870年代從她的威爾士保姆那裡學到了這首歌，當時這首歌的歌名為“傑克·金特爾”(Jack Jintle)。